# Отарі

36°46′45″ пн. ш. 137°54′30″ сх. д. / 36.77917° пн. ш. 137.90833° сх. д.
Ота́рі (яп. 小谷村, おたりむら, МФА: [otaɾʲi muɾa]) — село в Японії, в повіті Кіта-Адзумі префектури Наґано. Станом на 1 квітня 2009 площа села становила 267,91 км². Станом на 1 липня 2011 населення села становило 3180 осіб.